# Resolutie 566 Veiligheidsraad Verenigde Naties
Resolutie 566 van de Veiligheidsraad van de Verenigde Naties werd op 19 juni 1985 aangenomen met dertien stemmen voor en twee onthoudingen, van het Verenigd Koninkrijk en de Verenigde Staten. 
De Veiligheidsraad verwierp met deze reoslutie de interim-regering die Zuid-Afrika had opgezet in Zuidwest-Afrika en vroeg landen om vrijwillig een aantal sancties in te stellen tegen Zuid-Afrika.

## Achtergrond
Het mandaat dat Zuid-Afrika over Zuidwest-Afrika had gekregen werd in de jaren zestig door de Verenigde Naties ingetrokken. Zuid-Afrika weigerde echter Namibië te verlaten. Het Zuid-Afrikaanse bestuur aldaar werd illegaal verklaard en Zuid-Afrika kreeg sancties opgelegd. Eind jaren zeventig leek de onafhankelijkheid van Namibië dan toch in zicht te komen en er werd gewerkt aan de organisatie van verkiezingen.

## Inhoud
De Veiligheidsraad:
- Heeft de rapporten van secretaris-generaal Javier Pérez de Cuéllar overwogen.
- Heeft de verklaring van de voorzitter van de VN-Raad voor Namibië gehoord.
- Heeft de verklaring van Sam Nujoma, voorzitter van de South West Africa People's Organisation (SWAPO), overwogen.
- Prijst de SWAPO voor haar bereidheid om samen te werken met de secretaris-generaal aan onder meer een staakt-het-vuren.
- Herinnert aan de resoluties 1514 (XV) en 2145 (XXI) van de Algemene Vergadering.
- Herinnert aan de verklaring van 's Raads voorzitter, die de zogenaamde interim-regering in Namibië nietig verklaarde.
- Is erg bezorgd over de spanningen en instabiliteit veroorzaakt door het vijandige beleid van het apartheidsregime in zuidelijk Afrika en de gevolgen voor de wereldvrede door het gebruik van Namibië als uitvalsbasis voor aanvallen op Afrikaanse landen.
- Herbevestigt de verantwoordelijkheid van de VN over Namibië en de Veiligheidsraad voor de uitvoering van de resoluties 385 en 435 die het VN-plan voor de onafhankelijkheid van Namibië omvatten.
- Merkt op dat 1985 het 40e jaar van de VN is en het 25e jaar van de Verklaring voor de Onafhankelijkheid van Kolonies en Volken, en is erg bezorgd over de kwestie-Namibië die onopgelost blijft.
- Verwelkomt de groeiende wereldwijde campagne tegen het racistische regime in Zuid-Afrika en voor het beëindigen van de illegale bezetting van Namibië en apartheid.

1. Veroordeelt de voortdurende illegale bezetting van Namibië door Zuid-Afrika.
2. Herbevestigt de wettigheid van de strijd van het Namibische volk tegen Zuid-Afrika.
3. Veroordeelt Zuid-Afrika verder voor de installatie van een zogenaamde interim-regering in Windhoek als een belediging ten aanzien van de Veiligheidsraad.
4. Verklaart deze actie nietig en geeft aan dat ze geen erkenning zal krijgen.
5. Eist dat het racistische regime de actie onmiddellijk herroept.
6. Veroordeelt Zuid-Afrika verder voor het hinderen van de uitvoering van resolutie 435 door vast te houden aan voorwaarden die strijdig zijn met het plan van de VN voor de onafhankelijkheid van Namibië.
7. Verwerpt opnieuw Zuid-Afrika's aandrang om de onafhankelijkheid van Namibië te verbinden aan irrelevante en vreemde kwesties, wat strijdig is met resolutie 435.
8. Verklaart nogmaals dat de onafhankelijkheid van Namibië niet kan worden tegengehouden door kwesties die niets met resolutie 435 te maken hebben.
9. Herhaalt dat resolutie 435 de enige basis is voor een vreedzame oplossing voor het probleem met Namibië.
10. Bevestigt dat de consultaties van de secretaris-generaal hebben bevestigd dat alle open kwesties verwant aan resolutie 435 opgelost zijn, behalve de keuze van een verkiezingssysteem.
11. Mandateert de secretaris-generaal om onmiddellijk contact op te nemen met Zuid-Afrika om diens keuze voor een verkiezingssysteem te kennen.
12. Eist dat Zuid-Afrika volledig meewerkt aan de uitvoering van deze resolutie.
13. Waarschuwt Zuid-Afrika dat er anders gepaste maatregelen zullen worden overwogen om extra druk uit te oefenen.
14. Dringt er bij de lidstaten op aan om de volgende vrijwillige maatregelen te nemen tegen Zuid-Afrika:
a. Opschorting van nieuwe investeringen.
b. Herbekijken van de zee- en luchtverbindingen.
c. Verbod op de verkoop van de Krugerrand en andere Zuid-Afrikaanse munten.
d. Beperking van sport- en culturele relaties.
15. Vraagt de secretaris-generaal om uiterlijk in de eerste week van september te rapporteren over de uitvoering van deze resolutie.
16. Besluit om actief op de hoogte te blijven en, als uit het rapport van de secretaris-generaal blijkt dat Zuid-Afrika dwars blijft liggen, verdere maatregelen te overwegen.

## Verwante resoluties
- Resolutie 532 Veiligheidsraad Verenigde Naties
- Resolutie 539 Veiligheidsraad Verenigde Naties
- Resolutie 601 Veiligheidsraad Verenigde Naties
- Resolutie 629 Veiligheidsraad Verenigde Naties

Lijst ·  560 ·  561 ·  562 ·  563 ·  564 ·  565 ·  566 ·  567 ·  568 ·  569 ·  570 ·  571 ·  572 ·  573 ·  574 ·  575 ·  576 ·  577 ·  578 ·  579 ·  580